# 蔡祐吉
蔡祐吉（1972年11月8日—），前中天電視新聞部記者、前TVBS新聞部政治組記者、前TVBS-NEWS主播、前鳳凰衛視台灣記者站採訪主任、前TVBS新聞部節目中心製作人（2009年7月-2014年2月），前遠通電收發言人暨總經理特別助理(2014年3月-2017年6月15日)，前亞洲水泥秘書處經理(2017年6月16日-2025年1月31日)，現為世新大學新聞學系、世新大學口語傳播暨社群媒體學系專技副教授(2025年2月1日-)。

## 學歷
- 國立臺灣大學事業經營(PMBA)碩士
- 世新大學新聞研究所碩士
- 世新大學口語傳播系

## 經歷
- 中天電視新聞部記者
- 前TVBS新聞部政治組記者
- 前TVBS-NEWS主播
- 前鳳凰衛視台灣記者站採訪主任
- 前TVBS新聞部節目中心製作人（2009年7月-2014年2月）
- 前遠通電收發言人暨總經理特別助理(2014年3月-2017年6月15日)
- 前亞洲水泥秘書處經理(2017年6月16日-2025年1月31日)
- 現為世新大學新聞學系、世新大學口語傳播暨社群媒體學系專技副教授(2025年2月1日-)

## 曾主播過或主持過的節目
| 年份                   | 頻道           | 節目                     | 備註       |
| 時間待查               | TVBS-NEWS      | 《新聞最前線》           |            |
| 時間待查—2006年7月8日  | TVBS           | 周六、日《TVBS午間新聞》 |            |
| 時間待查—2006年7月8日  | TVBS-NEWS      | 《整點新聞》             |            |
| 2007年1月1日—2009年2月 | 鳳凰衛視資訊台 | 《台灣一週重點》         | 代理主持人 |

## 著作
| 年份   | 書名                                 | 出版社     | ISBN               |
| 2008年 | 《先別急著撞牆：36個逆勢成功術》     | 高寶書版   | ISBN 9789861852263 |
| 2008年 | 《見風轉舵力：掌握每次變化的職場書》 | 如何出版社 | ISBN 9789861361710 |
| 2009年 | 《說話力：表達、反擊、說服的技巧！》 | 尖端出版   | ISBN 9789571041056 |
| 2015年 | 《求職力》                           | 時報出版   | ISBN 9789571362878 |

## 外部連結
- 蔡祐吉個人部落格 （页面存档备份，存于）